# Henrik Stubb
Arne Henrik Stubb, född 11 februari 1946 i Helsingfors, är en finländsk fysiker. Han är son till Tor Stubb.
Stubb tjänstgjorde vid Statens tekniska forskningscentrals halvledarlaboratorium 1971–1994, blev filosofie doktor 1979 och professor i främst experimentell fysik vid Åbo Akademi 1994. Han har bedrivit forskning om elektriska egenskaper och tillämpningar hos olika material och han har skrivit ca 120 vetenskapliga artiklar.